# Equips de la temporada 2002/03 de la Primera Divisió Espanyola
A la temporada 2002/2003 de la primera divisió espanyola hi van participar vint equips. El campió va ser el Reial Madrid, per davant de Reial Societat, Deportivo de La Corunya i Celta de Vigo. En canvi, Recreativo de Huelva, Deportivo Alavés i Rayo Vallecano van baixar a Segona Divisió.

## Reial Madrid
| - Casillas 38 - Roberto Carlos 37 - 5 gols - Míchel Salgado 35 - Guti 34 - 4 gols - Helguera 33 - 6 gols - Zidane 33 - 9 gols - Figo 33 - 10 gols - Raúl 31 - 16 gols - Ronaldo 31 - 23 gols - Makélélé 29 - Solari 28 - Hierro 25 - Cambiasso 24 | - Pavón 22 - Flávio Conceição 22 - 1 gol - Morientes 19 - 5 gols - Miñambres 16 - McManaman 15 - 1 gol - Portillo 10 - 5 gols - Celades 3 - Raúl Bravo 2 - Tote 1 - Rubén 1 - César Sánchez 0 - Carlos Sánchez 0 |

Entrenador: Vicente del Bosque González 38

## Reial Societat
| - Westerveld 37 - López Rekarte 37 - Kovacevic 36 - 20 gols - Karpin 36 - 8 gols - Jáuregi 36 - 1 gol - Nihat 35 - 23 gol - Aranburu 34 - 2 gols - Xabi Alonso 33 - 3 gols - Aranzábal 32 - De Pedro 29 - 6 gols - Boris 25 - Gabilondo 24 - 1 gol | - Schürrer 23 - Tayfun 22 - 2 gols - Kvarme 20 - Khokhlov 18 - 2 gols - Barkero 11 - De Paula 11 - Mikel Alonso 9 - 1 gols - Llorente 2 - 1 gol - Gurrutxaga 2 - Alberto 1 - Íker Álvarez 0 - Collet 0 |

Entrenador: Raynald Denoueix 38

## Deportivo de La Corunya
| - Makaay 38 - 29 gols - Sergio 37 - 3 gols - Scaloni 32 - 3 gols - Mauro Silva 32 - Luque 32 - 7 gols - Duscher 31 - Romero 31 - 1 gol - Víctor 30 - 4 gols - Fran 28 - 1 gol - Juanmi 27 - Naybet 25 - 1 gol - Capdevila 25 - 3 gols - Diego Tristán 23 - 9 gols - Valerón 23 - 2 gols | - Héctor 22 - César 20 - Donato 16 - 2 gols - Amavisca 19 - Jorge Andrade 11 - Molina 10 - Manuel Pablo 10 - Acuña 7 - Dani Mallo 2 - Đorović 1 - Pablo Amo 0 - Changui 0 - Iván Perez 0 - Djalminha 0 |

Entrenador: Javier Iruretagoyena 38

## Celta de Vigo
| - Edú 36 - 12 gols - Cavallero 36 - Luccin 35 - 1 gol - Cáceres 34 - Gustavo López 33 - 1 gol - José Ignacio 33 - 3 gols - Silvinho 32 - 1 gol - Catanha 31 - 4 gols - Velasco 31 - Jesuli 29 - 7 gols - Mostovoi 27 - 5 gols - Berizzo 27 - 2 gols - Juanfran 25 - 1 gol - Vagner 23 - 1 gol | - Giovanella 16 - Ángel 15 - McCarthy 14 - 2 gols - Sergio Fernández 13 - Coudet 9 - Mido 8 - 4 gols - Méndez 7 - Coira 5 - Doriva 3 - Pinto 3 - Jorge Rodríguez 1 - Jandro 1 - José Juan 1 - Kaviedes 1 |

Entrenador: Miguel Ángel Lotina Oruechebarría 38

## València Club de Futbol
| - Baraja 35 - 5 gols - Carew 32 - 8 gols - Ayala 31 - 1 gol - Cañizares 31 - Aimar 31 - 8 gols - Carboni 29 - Pellegrino 28 - 1 gol - Rufete 28 - 3 gols - Vicente 28 - 1 gol - Fábio Aurélio 27 - 8 gols - Mista 27 - 7 gols - Albelda 26 - Marchena 26 - Juan Sánchez 26 - 5 gols - Angulo 24 - 4 gols - Reveillére 18 - 1 gol | - De los Santos 17 - 1 gol - Curro Torres 14 - Kily González 13 - Palop 9 - Đukić 8 - Garrido 6 - Navarro 3 - Borja Criado 3 - Enguix 2 - Gavilán 2 - Salva Ballesta 2 - Albiol 1 - Dorothée 1 - Redondo 1 - Soriano 1 - Amarilla 0 |

Entrenador: Rafael Benítez Maudes 38

## FC Barcelona
| - Saviola 36 - 13 gols - Kluivert 36 - 16 gols - Frank de Boer 35 - Mendieta 33 - 4 gols - Puyol 32 - Riquelme 30 - 3 gols - Cocu 29 - 3 gols - Xavi 29 - 2 gols - Gabri 27 - Overmars 26 - 6 gols - Bonano 24 - Reiziger 21 - Gerard 21 - Motta 21 - 3 gols | - Rochemback 21 - 1 gol - Luis Enrique 18 - 8 gols - Sorín 15 - 1 gol - Valdés 14 - Fernando Navarro 13 - 1 gol - Dani Garcia 8 - Iniesta 6 - Christanval 5 - Geovanni 5 - Andersson 3 - Nano 3 - Oleguer 3 - Óscar López 2 - Enke 1 |

Entrenador: Louis Van Gaal 19, Jesús Antonio de la Cruz Gallego 1, Radomir Antić 18

## Athletic Club de Bilbao
| - Ezquerro 35 - 10 gols - Etxeberria 33 - 14 gols - Tiko 32 - 2 gols - Alkiza 31 - 1 gol - Urzaiz 31 - 13 gols - Javi González 31 - Yeste 28 - 6 gols - Arriaga 28 - 1 gol - Aranzubía 25 - Del Horno 24 - 4 gols - Vales 24 - Karanka 24 - 2 gols - Lacruz 22 - Larrazábal 21 - 2 gols - Aitor Ocio 19 - 1 gol | - Murillo 18 - Luis Prieto 17 - Gurpegi 17 - 4 gols - Guerrero 14 - Lafuente 13 - César 10 - Felipe Guréndez 6 - Iñigo Larrainzar 5 - Orbaiz 5 - Aduriz 3 - Carlos García 1 - Angulo 1 - Urrutia 0 - Carlos Merino 0 |

Entrenador: Juup Heynckes 38

## Reial Betis
| - Prats 38 - Joaquín 37 - 9 gols - Fernando 35 - 15 gols - Arzu 35 - 4 gols - Varela 34 - 1 gol - Capi 33 - 5 gols - Assunçao 30 - 5 gols - Luis Fernández 30 - Juanito 26 - 2 gols - Ito 26 - Denilson 25 - 2 gols - Rivas 19 - Filipescu 19 - 2 gols - Benjamín 16 | - Mingo 12 - Cañas 11 - Joao Tomás 11 - Dani Martín 10 - 4 gols - Calado 8 - Melli 8 - Tais 8 - César 6 - Maldonado 3 - Belenguer 3 - Flores 1 - Gudjonsson 1 - Gaspercic 0 |

Entrenador: Víctor Fernández Braulio 38

## RCD Mallorca
| - Leo Franco 36 - Poli 35 - Riera 35 - 4 gols - Novo 34 - 3 gols - Marcos 33 - Pandiani 33 - 13 gols - Ibagaza 32 - 2 gols - Eto'o 30 - 14 gols - Cortés 30 - Harold Lozano 29 - 2 gols - Campano 25 - Carlitos 25 - 3 gols - Nadal 22 | - Lussenhoff 22 - Fernando Niño 21 - 1 gol - Miquel Soler 14 - Olaizola 12 - Turu Flores 12 - Robles 11 - 2 gols - Biagini 7 - Soler 5 - Tuni 5 - 1 gol - Miqui 2 - Ángel 1 - Güiza 1 - Raúl Martín 1 |

Entrenador: Gregorio Manzano Ballesteros 38

## Sevilla FC
| - Notario 37 - David 35 - Casquero 35 - 5 gols - Reyes 34 - 8 gols - Gallardo 34 - 1 gol - Pablo Alfaro 33 - 1 gol - Antoñito 33 - 7 gols - Marcos Vales 31 - 3 gols - Javi Navarro 30 - 1 gol - Víctor Salas 27 - Toedtli 26 - 4 gols - Redondo 24 - Fredi 23 - Torrado 22 | - Njegus 19 - Óscar Rodríguez 17 - Makhlàs 14 - 2 gols - Moisés 12 - 1 gol - Alves 10 - Samways 10 - Juanmi 5 - Tomás 4 - Francisco 4 - Arteaga 3 - Alfonso 3 - Podestá 2 - Caballero 1 - Prieto 1 |

Entrenador: Joaquín Caparrós 38

## CA Osasuna
| - Antonio López 36 - 2 gols - Cruchaga 36 - Sanzol 34 - Puñal 34 - 2 gols - Rivero 33 - 7 gols - Aloisi 32 - 8 gols - Iván Rosado 32 - 6 gols - Alfredo 31 - 1 gol - Gancedo 28 - 1 gol - Mateo 27 - 1 gol - Moha 27 - 3 gols - Pablo García 22 - 1 gol - Josetxo 21 - Muñoz 20 - 3 gols | - Palacios 16 - 1 gol - Yanguas 15 - Morales 14 - Brit 13 - 1 gol - Izquierdo 13 - Valdo 13 - 1 gol - Manfredini 11 - 1 gol - Unzué 5 - Paqui 5 - Vidrio 5 - 1 gol - Carlos Ochoa 3 - De Carlos 3 - Lekumberri 1 |

Entrenador: Javier Aguirre Onaindia 38

## Atlético de Madrid
| - Movilla 33 - 1 gol - José Mari 31 - 6 gols - Contra 31 - Luis García 30 - 9 gols - Emerson 29 - 2 gols - Fernando Torres 29 - 13 gols - Albertini 28 - 2 gols - Aguilera 28 - 2 gols - Hibic 28 - 1 gol - Jorge 28 - 1 gol - Sergi 26 - Javi Moreno 24 - 2 gols - Coloccini 23 | - Esteban 23 - García Calvo 22 - 2 gols - Correa 20 - 4 gols - Stankovic 18 - Otero 16 - 1 gol - Nagore 15 - Burgos 14 - Santi 9 - 1 gol - Dani 8 - Carreras 8 - Juanma 2 - Armando 1 |

Entrenador: Luis Aragonés 38

## Málaga CF
| - Contreras 36 - Manu Sánchez 36 - 6 gols - Sandro 35 - Musampa 35 - 8 gols - Valcarce 35 - Fernando Sanz 35 - 1 gol - Roteta 33 - 2 gols - Dely Valdés 33 - 10 gols - Josemi 32 - Miguel Ángel 30 - Romero 29 - 2 gols - Gerardo 28 - 1 gol - Darío Silva 28 - 10 gols - Leko 22 - Canabal 20 - 2 gols - Iznata 13 | - Rojas 10 - Litos 7 - Koke 6 - 1 gol - Edgar 5 - Juanito 4 - Nacho 4 - Arnau 3 - Bravo 3 - Rafa 1 - Alberto Aguilar 1 - Ador 1 - Dopico 1 - Paco Esteban 1 - Geijo 1 - Perico 1 |

Entrenador: Joaquín Peiró Lucas 37, Juan Carlos Añón Moreno 1

## Reial Valladolid
| - Bizarri 38 - Colsa 37 - 1 gol - Sales 35 - 6 gols - Torres Gómez 35 - Aganzo 30 - 9 gols - Óscar González 30 - 3 gols - Peña 29 - Marcos 28 - 1 gol - Gaspar 24 - Pachón 24 - 2 gols - Chema 24 - 1 gol - Caminero 22 - Nico Olivera 20 - 4 gols - Ciric 19 - 1 gol - Sousa 19 | - Mario 17 - 1 gol - Óscar Sánchez 17 - Jonathan 16 - 1 gol - Jesús Sánchez 14 - Mustafá 13 - Antonio López 11 - 2 gols - Ricchetti 10 - Moré 3 - Javi Jiménez 2 - Santamaría 2 - Agustín 1 - Álvaro Antón 1 - Julio Iglesias 0 - Jon Ander 0 |

Entrenador: Josep Moré Bonet 38

## Vila-real CF
| - Jorge López 36 - 8 gols - Guayre 34 - 4 gols - Víctor 34 - 8 gols - Martín Palermo 34 - 7 gols - Ballesteros 33 - Reina 33 - Arruabarrena 32 - Belletti 31 - 3 gols - Quique Álvarez 31 - Josico 30 - 2 gols - Calleja 27 - 2 gols - Farinòs 22 - 2 gols - Quique Medina 19 - Unai 18 - 1 gol - Javi Venta 17 | - Senna 16 - 2 gols - De Nigris 15 - 2 gols - Galván 11 - Berruet 9 - Aranda 8 - 1 gol - Gracia 8 - Rubén Reyes 5 - Xisco Nadal 5 - 1 gol - Galca 3 - López Vallejo 4 - Arzo 2 - Hèctor Font 2 - Cases 1 - Verza 1 - Unanua 1 |

Entrenador: Víctor Muñoz Manrique 1, Paquito 1, Benito Floro Sanz 36

## Racing de Santander
| - Javi Guerrero 35 - 15 gols - Moratón 34 - 3 gols - Juanma 32 - 1 gol - Regueiro 32 - 5 gols - Nafti 31 - 2 gols - Benayoun 31 - 4 gols - Munitis 30 - 8 gols - Lemmens 27 - Ismael 25 - 1 gol - Diego Mateo 25 - Bodipo 25 - 9 gols - Pineda 24 - Diego Alonso 23 - 1 gol - Txiki 21 - Neru 19 - Sietes 17 | - Coromina 16 - Matabuena 12 - Pablo Lago 11 - Ceballos 10 - Pablo Casar 10 - 3 gols - Pablo Sierra 8 - 1 gol - Morán 8 - Sarabia 6 - Arzeno 5 - Mesias 4 - Edu Aguilar 2 - Bakhar 2 - Nacho Rodríguez 2 - Borja 2 - Mouissi 1 - Jonathan Valle 1 |

Entrenador: Manuel Preciado Rebolledo 18, José Gómez Cos 20

## RCD Espanyol
| - Maxi Rodríguez 37 - 7 gols - Milosevic 34 - 12 gols - Morales 34 - 1 gol - Soldevilla 33 - 2 gols - Domoraud 33 - 3 gols - Roger 31 - 9 gols - David García 30 - 1 gol - Tamudo 29 - 10 gols - De la Peña 29 - Lopo 23 - 1 gol - Toni Velamazán 21 - 1 gol - Posse 21 - Toni 20 - Àlex Fernàndez 20 - Torricelli 18 - Fredson 16 | - Òscar 16 - 1 gol - Navas 14 - Argensó 12 - Amaya 11 - Marc Bertran 10 - Luque 8 - Sergio Sánchez 6 - Jarque 6 - Boghossian 6 - Crusat 5 - Cavas 3 - Arteaga 2 - Jonathan Soriano 1 - Xavi Roca 1 - Manninger 0 |

Entrenador: Juande Ramos 5, Ramón Moya Ribalta 9, Javier Clemente Lázaro 24

## Recreativo de Huelva
| - Raúl Molina 35 - 10 gols - Loren 32 - 2 gols - Benítez 32 - 2 gols - Javi García 32 - 1 gol - Viqueira 32 - 3 gols - Arpón 32 - Diego Camacho 31 - Espinola 31 - 1 gol - Íker Begoña 29 - Mario Bermejo 28 - Luque 26 - Cubillo 24 - 2 gols - Xisco 23 - 6 gols - Quique Romero 22 - 3 gols - Pernía 19 - 2 gols | - Merino 16 - Álex Pereira 15 - César 11 - Gallego 10 - José Mari 10 - Galán 9 - Kaiku 8 - Joaozinho 7 - 2 gols - Yago 7 - Güiza 4 - Tejero 4 - Almunia 2 - Zelaya 1 - Riaño 0 |

Entrenador: Lucas Alcaraz 38

## Deportivo Alavés
| - Iván Alonso 37 - 6 gols - Rubén Navarro 36 - 10 gols - Llorens 35 - 1 gol - Dutruel 33 - Karmona 33 - 1 gol - Geli 32 - Magno 29 - 5 gols - Abelardo 28 - Ibon Begoña 27 - 1 gol - Jordi Cruyff 26 - 1 gol - Téllez 25 - Astudillo 25 - 3 gols | - Turiel 23 - 1 gol - Ilie 22 - 6 gols - Luis Helguera 22 - Pablo 22 - 1 gol - Edu Alonso 18 - Desio 16 - Mara 14 - Tomic 10 - 1 gol - Juan Pablo 5 - Ochoa 4 - Nacho 2 |

Entrenador: José Manuel Esnal 31, Jesús Aranguren Merino 7

## Rayo Vallecano
| - Peragón 36 - 4 gols - Graff 34 - Bolic 32 - 3 gols - Bolo 31 - 4 gols - Míchel Sánchez 29 - 2 gols - Onopko 28 - 1 gol - Imanol Etxeberria 27 - Mario 26 - Julio Álvarez 26 - 8 gols - Azkoitia 25 - 2 gols - De Quintana 24 - 2 gols - Korino 22 - 1 gol - Mora 21 - Quevedo 19 - Luis Cembranos 18 - 3 gols | - Mainz 18 - Camuñas 17 - Iriney 14 - Segura 12 - Dorado 12 - Mauro 12 - Pablo Sanz 12 - Hélder 10 - Marqués 10 - Idan Tal 6 - Míchel 3 - Aparicio 1 - De la Vega 1 - Polo 0 - Granov 0 |

Entrenador: Fernando Vázquez Pena 18, José Luis Martín 1, Gustavo Benítez Benito 10, Antonio Iriondo Ortega 9